# Hector Collet-Meygret
 Hector Collet-Meygret (1816-1876) est un haut fonctionnaire et policier français.

## Biographie
Pierre Marie Hector Collet-Meygret est né La Burbanche (Ain). Il est mort à Paris 18e le 13 janvier 1876. Fils d'un médecin militaire, il est lui-même docteur en médecine mais se tourne vers la carrière préfectorale.
Il commence sa carrière comme chef de cabinet d'Hyppolite Jayr, préfet du Rhône et y est conseiller de préfecture. 1849:1849. Sous-préfet de Bayonne, non acceptant ; d'Oloron, 26 octobre ; de Béziers, 7/26 décembre 1849 ; de Saint-Étienne, 1er/21 décembre 1851, appelé à d'autres fonctions le 9 mai 1852. Secrétaire général de la préfecture de police, 22/avant le 29 mai. Préfet de l'Aube, 4/22 mars 1853.
Il est nommé directeur de la Sûreté générale, 21 juin 1853 ; directeur général de la sûreté publique, 29 avril 1854. Il est Préfet du Nord du 24 juin au 17 juillet 1857.
Receveur général de l'Orne, 27 décembre 1857, du Jura, 3 avril 1858, jusqu'au 2 mars 1861, date où il doit cesser sa fonction à la suite du scandale Mirès.

## Un bonapartiste indélicat
Il avait révélé de l'énergie personnelle et de la fidelité au Prince-Président comme sous-préfet.
Comme directeur de la Surêté générale, il parait avoir été dépassé par sa tâche mais se livra à des opérations financières malheureuses. Ce proche de Jules Mirès doit ensuite abandonner en 1861 ses fonctions financières et est couvert de dettes. En 1870 pour des spéculations malhonnêtes, il est condamné à de la prison et radié de la Légion d'honneur. Il est gracié mais meurt dans la gêne.